# Kukljić
Kukljić falu Horvátországban Lika-Zengg megyében. Közigazgatásilag Gospićhoz tartozik.

## Fekvése
Gospićtól légvonalban 18 km-re, közúton 20 km-re délkeletre a Likai karsztmező délkeleti részén, a Velebit-hegység lábánál fekszik.

## Története
A falu Vuletići nevű településrészén levő 612 méteres kis dombon egykor vár állt, melynek eredetéről semmilyen forrás nem szól. Mercator térképén találjuk meg először „Cuiec” néven Medaktól kissé délnyugatra, Počitelj és Raduč között. A középkorban a falu területe a Mogorović nemzetség birtoka volt, így a várat is valószínűleg ők építették. Ivan Devčić azonban Bartak gradnak nevezi, mivel nézete szerint a várat Fráter György nagybátyja, Utješinović Bartak emeltette, miután lemondott a Skradin vidékén, a Krka folyó völgyében lévő, a család után Utješinović gradnak is nevezett Kamičak várának és birtokáról fivére, Gregor (Fráter György apja) javára, majd átköltözött Likába. A török a környező várakhoz hasonlóan 1527-ben foglalta el. A török kiűzése után pravoszláv vlachok települtek ide. 1857-ben 365, 1910-ben 372 lakosa volt. A trianoni békeszerződés előtt Lika-Korbava vármegye Gospići járásához tartozott. Ezt követően előbb a Szerb-Horvát-Szlovén Királyság, majd Jugoszlávia része lett. 1991-ben lakosságának 93 százaléka szerb nemzetiségű volt, akik a Krajinai Szerb Köztársasághoz csatlakoztak. A „Vihar” nevű hadművelet során 1995. augusztus 6-án a horvát hadsereg visszafoglalta a települést, melynek szerb lakói elmenekültek. A falunak 2011-ben mindössze 13 lakosa volt.

## Lakosság
| Lakosság változása | Lakosság változása | Lakosság változása | Lakosság változása | Lakosság változása | Lakosság változása | Lakosság változása | Lakosság változása | Lakosság változása | Lakosság változása | Lakosság változása | Lakosság változása | Lakosság változása | Lakosság változása | Lakosság változása | Lakosság változása |
| ------------------ | ------------------ | ------------------ | ------------------ | ------------------ | ------------------ | ------------------ | ------------------ | ------------------ | ------------------ | ------------------ | ------------------ | ------------------ | ------------------ | ------------------ | ------------------ |
| 1857               | 1869               | 1880               | 1890               | 1900               | 1910               | 1921               | 1931               | 1948               | 1953               | 1961               | 1971               | 1981               | 1991               | 2001               | 2011               |
| 365                | 327                | 336                | 416                | 399                | 372                | 411                | 364                | 327                | 318                | 270                | 204                | 156                | 133                | 4                  | 13                 |

## Nevezetességei
A vár magját képező kerek torony egy méter magas fala jelenleg birkakarámként szolgál. Ezt övezte egy védőfal, amelynek csak az alapjai vannak meg. 